# Oxford (textile)

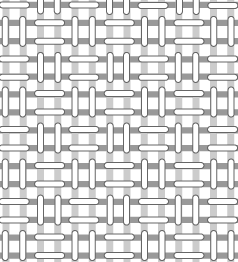
Armure nattée qui avec la chaîne colorée et la trame blanche produit l'oxford

Pour les articles homonymes, voir Oxford (homonymie).
L'oxford est un type de textile pour chemise. Ce tissu a été nommé d'après la ville anglaise d'Oxford, où il a été créé par un tisserand flamand qui avait dû immigrer en Angleterre après la révocation de l'édit de Nantes, en 1685.
Une autre source mentionne que son créateur était un drapier écossais du XIXe siècle, qui vendait des cotonnades portant chacune le nom de grandes universités : Harvard, Cambridge, Yale et Oxford. La chemise Oxford fut longtemps l'habit des joueurs de polo. Aux États-Unis, Brooks Brothers serait le créateur en 1896 des modèles avec un col boutonné. Il est popularisé par les étudiants de la côte Est et, à partir des années 1970-1980, se vend en France dans des magasins de mode américaine, après avoir été seulement prisé par les tailleurs.
Techniquement réalisé avec une armure nattée, avec le doublement des fils de trame et de chaîne du même « titrage » ou avec des fils de chaîne doublés et d’un titrage plus petit et un fil de trame unique plus gros et moelleux. Sa particularité est d’avoir les fils de chaîne colorés et les fils de trame blancs ; ce qui accentue l’effet de tressage formant une minuscule quadrature.
Tissu au « toucher » frais, réalisé avec un fil de pur coton d’un « titrage » très fin.